# Résolution 223 du Conseil de sécurité des Nations unies
Membres permanents
- Chine (Taïwan)
- États-Unis
- France
- Royaume-Uni
- URSS

Membres non permanents
- Argentine
- Bulgarie
- Jordanie
- Japon
- Mali
- Pays-Bas
- Nigeria
- Nouvelle-Zélande
- Ouganda
- Uruguay

Résolution no 222 Résolution no 224
La Résolution 223 est une résolution du Conseil de sécurité des Nations unies adoptée le 21 juin 1966, dans sa 1287e séance, concernant le Guyana et qui recommande à l'Assemblée générale des Nations unies d'admettre ce pays comme nouveau membre.

## Vote
La résolution a été approuvée à l'unanimité.

## Contexte historique
Lorsque les premiers Européens sont arrivés dans la région autour de 1500, le Guyana était habité par les Arawaks, les tribus du peuple Caraïbe et d'Amérindiens. Bien que le Guyana ait été aperçu pour la première fois par Christophe Colomb pendant son troisième voyage (en 1498), il n'a pas été colonisé par les Européens avant que les Néerlandais n'y établissent en 1616 trois colonies séparées ; Essequibo (1616), Berbice (1627), et Demerara (1752). Le commandement fut assumé par les Britanniques vers la fin du XVIIIe siècle et les Néerlandais ont formellement cédé le territoire en 1814. En 1831, les trois territoires sont devenus une seule et même colonie britannique connue sous le nom de la Guyane britannique. Celle-ci a accédé à l'indépendance en 1966 sous le nom de Guyana. (issu de l'article Guyana).
À la suite de cette résolution ce pays est admis à l'ONU le 20 septembre 1966 ,.

## Texte
- Résolution 223 Sur fr.wikisource.org
- Résolution 223 Sur en.wikisource.org